# Pauline Oliveros
Pour les articles homonymes, voir Oliveros.
Pauline Oliveros, née le 30 mai 1932 à Houston et morte le 24 novembre 2016 à Kingston dans l'État de New York, est une accordéoniste et compositrice américaine. Elle est une figure du développement de la musique minimaliste dans les années 1970 et des musiques électroniques.

## Biographie
Pauline Oliveros a été l'une des membres fondateurs du San Francisco Tape Music Center dans les années 1960 et en devint la directrice par la suite. Elle a enseigné également au Mills College, à l'université de Californie à San Diego et au Rensselaer Polytechnic Institute où elle donne des cours théoriques de musique électroacoustique.
Elle est à l'origine du concept de Deep Listening qui vise à différencier l'entendu de l'écouté, deux façons de traiter la même information sonore. Cette pratique permet une conscience accrue de la musique et des sons et a ouvert de nombreuses voies de recherche à la musique contemporaine. 
Deep Listening est devenue un programme de la Fondation Pauline Oliveros, fondée en 1985. Le programme Deep Listening comprend des retraites annuelles d'écoute en Europe, au Nouveau-Mexique et dans le nord de l'État de New York, ainsi que des programmes d'apprentissage et de certification en ligne. La Pauline Oliveros Foundation a changé de nom pour devenir le Deep Listening Institute, Ltd, en 2005.
En 2012, elle reçoit le prix John-Cage de la Foundation for Contemporary Arts (en).
Elle participe à la création du jeu vidéo de plateforme NaissanceE, dans lequel la musique joue un rôle primordial.

### Vie privée
Pauline Oliveros est ouvertement lesbienne.

## Œuvres principales
- Sonic Meditations : « Teach Yourself to Fly », etc.
- Sound Patterns pour chœur mixte (1961), Prix international Gaudeamus des compositeurs 1962[3], disponible sur Extended Voices (Odyssey 32 16) 0156 and 20th Century Choral Music (Ars Nova AN-1005)
- Electronic Music (1965-1966)[4] : « I of IV », « Big Mother Is Watching You », « Bye Bye Butterfly »
- Musique pour The Sluts and Goddesses Video Workshop—Or How To Be A Sex Goddess in 101 Easy Steps d'Annie Sprinkle (1992)
- Theater of Substitution series (1975–?). Oliveros est photographiée incarnant différents personnages, dont une « señora » espagnole, une femme au foyer vêtue de polyester et un professeur en robes académiques. Jackson Mac Low a joué Oliveros au concert de l'Orchestre philharmonique de New York du 10 novembre 1975, A Celebration of Women composers, tandis qu'Oliveros jouait Mac Low (cf Mac Low's "being Pauline: narrative of a substitution", Big Deal, automne 1976). (ibid, p. 141)
- Crone Music (1989)
- The Space Between with Matthew Sperry, (2003)[5]
- Four Meditations / Sound Geometrics[6] avec Musiques Nouvelles

## Ouvrages
- (en) Initiation Dream, Los Angeles, Astro Artz, 1982, 39 p. (ISBN 978-0-937122-07-5)
- (en) Software for People : Collected Writings 1963–80, Baltimore, Printed Editions, 1984, 276 p. (ISBN 978-0-914162-59-9)
- (en) Roots of the Moment, New York, Drogue Press, 1998, 141 p. (ISBN 978-0-9628456-4-2)
- (en) Deep Listening : A Composer's Sound Practice, New York, iUniverse, Inc., 2005, 101 p. (ISBN 978-0-595-34365-2, lire en ligne)
- (en) Sounding the Margins: Collected Writings 1992–2009, Kingston, New York, Lawton Hall, 2010 (ISBN 978-1-889471-16-7)
- (en) Anthology of Text Scores by Pauline Oliveros 1971–2013, Kingston, New York, Sam Golter and Lawton Hall, 2013 (ISBN 9781889471228)